# A Date with Elvis
A Date with Elvis – kompilacyjny album Elvisa Presleya wydany przez wytwórnię RCA Victor Records w lipcu 1959 roku. Płyta zawiera publikowane wcześniej utwory zarejestrowane podczas różnych sesji. Na liście najlepszych albumów magazynu Billboard 200 została sklasyfikowana na 32. miejscu.

## Historia
Rozpoczęcie służby wojskowej przez Elvisa w 1958 r. oznaczało zniknięcie piosenkarza ze sceny muzycznej na dwa lata. Jego menadżer „Pułkownik” Tom Parker oraz wytwórnia RCA zdając sobie sprawę z zagrożeń wynikających z tak długiej przerwy, postanowili sprawić, by Elvis był ciągle obecny na rynku i w społecznej świadomości. Wydawali więc niepublikowane dotąd nagrania w formie singli i albumów kompilacyjnych. Ponieważ wiele piosenek nadal pozostawało niewydanych na jednym krążku, wytwórnia postanowiła, tak jak w przypadku poprzedniego albumu For LP Fans Only zebrać je razem. Wśród nich znalazły się także utwory, które Elvis nagrał jeszcze dla wytwórni Sun Records (m.in. Blue Moon of Kentucky, czy Good Rockin' Tonight).
Album ukazał się w sprzedaży 24 lipca 1959 roku i pomimo wysokich ocen, okazał się najniżej sklasyfikowanym krążkiem Elvisa lat 50. w rankingu magazynu Billboard. W listopadzie tego samego roku RCA wydała jeszcze kompilacyjną płytę 50,000,000 Elvis Fans Can’t Be Wrong, którą również uznano za udaną, choć w rankingu najlepszych albumów zajęła dopiero trzydzieste pierwsze miejsce. Dopiero powrót Elvisa z wojska i nagrane przez niego nowe piosenki sprawiły, że jego płyty znów zajmowały czołowe miejsca na listach przebojów.

## Muzycy
1. Elvis Presley – wokal, gitara, bas
2. Scotty Moore – gitara
3. Dudley Brooks – pianino
4. Mike Stoller – pianino, akompaniament
5. Bill Black – bas
6. D.J. Fontana – perkusja
7. Johnny Bernero – perkusja
8. The Jordanaires – akompaniament

## Lista utworów

### Strona A
| Utwór | Data nagrania | Tytuł                                | Autor                          | Czas trwania |
| ----- | ------------- | ------------------------------------ | ------------------------------ | ------------ |
| 1.    | 05.07.1954    | Blue Moon of Kentucky                | Bill Monroe                    | 2:02         |
| 2.    | 30.04.1957    | Young And Beautiful                  | Aaron Schroeder i Abner Silver | 2:02         |
| 3.    | 30.04.1957    | (You’re So Square) Baby I Don’t Care | Jerry Leiber i Mike Stoller    | 1:51         |
| 4.    | 12.11.1954    | Milkcow Blues Boogie                 | Kokomo Arnold                  | 2:38         |
| 5.    | 05.02.1955    | Baby Let's Play House                | Arthur Gunter                  | 2:15         |

### Strona B
| Utwór | Data nagrania | Tytuł                          | Autor                          | Czas trwania |
| ----- | ------------- | ------------------------------ | ------------------------------ | ------------ |
| 1.    | 10.09.1954    | Good Rockin' Tonight           | Roy Brown                      | 2:12         |
| 2.    | 19.01.1957    | Is It So Strange               | Faron Young                    | 2:28         |
| 3.    | 24.08.1956    | We're Gonna Move               | Vera Matson i Elvis Presley    | 2:30         |
| 4.    | 30.04.1957    | I Want To Be Free              | Jerry Leiber i Mike Stoller    | 2:12         |
| 5.    | 11.07.1955    | I Forgot to Remember to Forget | Stan Kesler i Charlie Feathers | 2:28         |